# 마애불상군
마애불상군(磨崖佛像群)은 바위에 조각한 불상이 여럿이 모여 있는 것을 말한다.

## 대한민국에 있는 마애불상군
- 경주 단석산 신선사 마애불상군 (국보 제199호)
- 경주 남산 칠불암 마애불상군 (국보 제312호)
- 경주 남산 탑곡 마애불상군 (보물 제201호)
- 칠곡 노석리 마애불상군 (보물 제655호)
- 남원 개령암지 마애불상군 (보물 제1123호)
- 충주 봉황리 마애불상군 (보물 제1401호)
- 괴산 도명산 마애불상군 (충청북도 유형문화재  제140호)
- 증평 남하리사지 마애불상군 (충청북도 유형문화재 제197호)
- 보은 법주사 상고암 마애불상군 (충청북도 문화재자료 제79호)
- 도전리마애불상군 (경상남도  유형문화재 제209호)

## 같이 보기
- 제목에 "마애불상군" 항목을 포함한 모든 문서
- 마애삼존불상
- 마애불

| Disambiguation icon | 이 문서는 명칭이 같고 같은 종류에 속하는 여러 대상을 연결하는 색인 문서입니다. |